# Escolanía del Valle de los Caídos
La Escolanía de la Abadía benedictina de la Santa Cruz del Valle de los Caídos (Colegio-Escolanía “Santo Domingo de Silos”) o Escolanía del Valle de los Caídos es el coro de niños cantores de la basílica abacial de la Santa Cruz del Valle de los Caídos situada en el municipio de San Lorenzo de El Escorial, en la Comunidad de Madrid (España).

## Historia
La escolanía se fundó en 1958 con el objetivo de contribuir a una mayor solemnidad en las celebraciones litúrgicas de la basílica abacial siguiendo la tradición europea de enseñanza de la música y canto coral en monasterios, colegiatas y catedrales.
En el edificio de la Escolanía, ubicado en el complejo del Valle de los Caídos, junto a la abadía, alrededor de 50 niños y jóvenes comprendidos entre 8 y 18 años, es decir, tanto voces blancas, como voces graves, son formados académica y musicalmente.
Se han distinguido especialmente por su gregoriano. Lo cantan todos los días durante el curso académico en la basílica la misa solemne, a las 11 de la mañana junto a los monjes benedictinos pudiendo asistir cualquier visitante.
Otra tradición medieval que se sigue, de origen parisino, es la fiesta del Obispillo, todos los primeros de mayo, por la que se procede a investir a uno de los niños de la escolanía como máxima autoridad durante ese día, vistiéndole de obispo y los demás niños deben rendirle pleitesía.

## Actividades
Especializada en canto gregoriano y polifonía de diferentes períodos de la historia de la música, la escolanía canta con el Graduale Triplex, el canto gregoriano de las lecturas de la Abadía de Solesmes.  
La Escolanía está muy reconocida a nivel nacional e internacional, habiendo participado en giras por todo el mundo desde su bautizo en Japón en 1966, pasando por Francia, Suiza, Bélgica, Luxemburgo, Italia, Croacia o Tierra Santa. Ha participado en festivales internacionales como en el Festival Internacional de Música y Danza de Granada, Festival de Música de La Chaise-Dieu, el Festival de Brive o el Festival Toulouse les Orgues en Francia o el Festival de Música de Estoril en Portugal, entre otros. En 2012, fue invitado al prestigioso Festival Internacional de Canto Gregoriano en Watou (Bélgica), que se celebra cada tres años.
También colabora con numerosas orquestas sinfónicas y coros internacionales como la Orquesta y Coro de la Bachakademie, Orquesta y Coro Nacionales de España, [Orquesta Sinfónica de RTVE|Orquesta y Coro de RTVE]], Orquesta y Coro de la Comunidad de Madrid, Ensemble baroque de Limoges, Camerata de Brive o Schola Antiqua.
La Escolanía tiene grabados más de treinta discos, consiguiendo además premios internacionales como el Gran Premio de la Académie Charles-Cros de 1972, por las Cantigas de Santa María de Alfonso X el Sabio y La Música en Cataluña hasta el s. XIV, además de otros CD de Canto Gregoriano, Canto Mozárabe, Canciones de Navidad o Villancicos.

## Documental
En 2012 el director italiano Alessandro Pugno realizó su primer largometraje documental "A la sombra de la cruz" ("All’ombra della croce"), que narra la vida cotidiana de los niños de la Escolanía que cantan diariamente la misa en la basílica y que viven en un régimen de internado donde reciben una educación que intenta resistirse a la secularización de la sociedad actual. Esta película que se estrenó en España en 2013, ganó el premio al Mejor Documental en el Festival de Málaga de Cine Español. 